# 三河小栗氏
三河 小栗氏（みかわ おぐりし）は、酒井氏とともに松平氏の庶家に属する氏族。別名に又市系小栗氏。
松平一族が常陸小栗氏と婚姻し家を興したとされるが、小栗吉忠以前の系譜ははっきりしない。子孫に幕臣・小栗忠順などを輩出した。なお、結城秀康に付属し、以後越前松平家の中核を担った小栗正高や、その子で越後騒動の中心人物となった小栗正矩などを輩出した大六系小栗氏は常陸小栗氏の末裔になる。

## 沿革
三河小栗氏が同時代史料に登場するのは小栗吉忠（又市）からで、徳川家康の奉行人として浅井道忠・道多父子とともに名を連ねることになる。

### 吉忠以前
『寛永諸家系図伝』（以下『寛永系図』）によれば、始祖は松平市郎という人物で、その子の仁右衛門が母方の小栗に改めたとする。
『寛政重修諸家譜』（以下『寛政譜』）編纂時に小栗家から提出された家譜では、松平郷松平家と結び付けた主張をおこなっている。松平泰親の長男・松平信広の末裔で岩津城主であった松平信吉が、筒針城主小栗正重（常陸小栗氏）の妹との間に設けた子が一郎忠吉（のちにニ右衛門。『寛永系図』の「松平市郎」に相当）とする。これよりさき、信吉は松平親忠の長男松平親長を養子に迎え、家督と岩津城を譲っていた。忠吉が7歳の時に信吉が没したが、親長と忠吉の母との折り合いが悪く、忠吉とその母は小栗正重のもとへ寓居した。忠吉と松平遠江守の妹との間に生まれた子供を正重が養ったのが小栗吉忠（ニ右衛門）であるという。
この家伝について『寛政譜』は、『寛永系図』との齟齬（仁右衛門が母の小栗氏に改めていたとしていたにもかかわわらず、今回の呈譜では仁右衛門＝ニ右衛門吉忠の母が松平氏と主張していることなど）を指摘、信吉の子の親長と親忠の子の岩津太郎親長を混同したのではないか、などと考証し、「今の家系疑はし」として本文では『寛永系図』の市郎から始まる系図を載せている。

### 吉忠以後
小栗吉忠（又市、仁右衛門）は松平広忠に小姓として出仕し、ついで家康に仕えた。槍の功名があり、三河一向一揆の際には一族とともに筒針城を守った。掛川城攻めや小牧の戦いに従軍し、天正18年（1590年）に死去。吉忠の子・小栗忠政（又一）も、16歳で参陣した姉川の戦いで敵の首を取って以降、三方ヶ原の戦い、長篠の戦い、高天神城攻め、長久手の戦い、関ヶ原の戦い、大坂の陣などに従軍して多くの武功を挙げ、知行2550石。忠政の嫡男・小栗政信もまた上田城攻めや大坂の陣などで武功を挙げ、分知や加増を経て最終的に2500石を知行した。
忠政の二男・小栗信由（小栗正信、仁右衛門）も大坂の陣で敵を組み討ちにして武功を挙げ、旗本として別家を立てたが、武芸流派の小栗流の創始者としても名を残している。
『寛政譜』編纂時には、旗本として8家が存続していた。小栗家宗家（小栗又一家）の人物では、幕末期に外国奉行などを務めた小栗忠順が著名であり、近代以後は小栗貞雄（実業家、衆議院議員）や小栗かずまた（漫画家。本名は又一郎）を出している。

## 系譜
1. 小栗吉忠（又市）
2. 小栗忠政（又一）
3. 小栗政信
4. 小栗信勝（父の政信より先に没し家督は継いでいない）
5. 小栗政重（政信の家督を継ぐ）
6. 小栗信盈
7. 小栗喜政
8. 小栗信顕
9. 小栗忠顕
10. 小栗忠清
11. 小栗忠高（中川忠英の四男で婿養子に入る）
12. 小栗忠順
小栗忠道（駒井朝温の次男で婿養子（養女小栗鉞子の婿）に入っていたが、忠順と同時期に斬首される）
13. 小栗忠祥（駒井朝温の三男で忠道の弟）
14. 小栗貞雄（矢野光儀の子で矢野龍渓の弟。忠順の逝去2か月後に誕生した長女小栗国子の婿に入る）
15. 小栗又一
16. 小栗忠人
17. 小栗又一郎（漫画家・小栗かずまた。『花さか天使テンテンくん』で知られる。）